# Funcionalidad conductual
Este artículo versa sobre el concepto de funcionalidad y disfuncionalidad en psicología. Hablar de conducta funcional y disfuncional en psicología ha suscitado gran controversia en torno al rol del psicólogo, acerca de libertad y de dignidad humana, no menos que del concepto de salud y del objetivo de intervenciones que buscan cambios conductuales.

## Dimensiones de funcionalidad
El Diccionario de la Real Academia Española define funcional como "Dicho de una obra o de una técnica: Eficazmente adecuada a sus fines". A esto, cabe la pregunta, ¿para quién o para qué fines ha de adecuarse un conjunto de conductas humanas?
Una conducta o conjunto de conductas puede entenderse como funcional para: 
- El individuo que emite esa conducta;
- La sociedad en su conjunto;
- Un grupo de interés;
- La familia o algún(os/as) miembro(s) de su familia;
- Otra persona afín o no a la persona que emite la conducta en cuestión.

## Intentos de dilucidación
Se ha propuesto que una conducta debe considerarse funcional para la persona que produce la conducta bajo atención clínica. En caso de menores, en la actualidad a pesar y por encima de la patria potestad, se considera que la niña, niño o muchacho es el beneficiario y por lo tanto la conducta debe considerarse funcional si logra resultados de bienestar emocional (felicidad) para él o ella, en el contexto particular que incluye su familia. 
Se supone que en una sociedad de consenso, la cooperación es clave para el desarrollo de la sociedad y lo que es bueno para una persona generalmente lo será para su sociedad; en cambio, una sociedad de personas infelices no puede prosperar (a este prospecto, véase "teoría de juegos"). 
Históricamente, para algunos teóricos conductistas, una conducta se consideraba "apropiada" o funcional tanto si le servía al cliente como si le servía a la sociedad. Algunos "conductistas radicales" (vinculados con las propuestas de B. F. Skinner) afirmaban que una conducta que su sociedad no consideraba aceptable no podía ser exitosa al no poder generar reforzamiento social positivo. Esta concepción generaba protestas en torno al control social y a los derechos de mujeres y minorías como los homosexuales. Hoy día, el criterio del ajuste a la norma social aislado del bienestar de la persona, no se considera un criterio ético apropiado.

## Concepto de funcionalidad en elanálisis funcional de la conducta
El uso que se da del término "funcional" en el análisis funcional de la conducta de B.F. Skinner hace referencia a otra acepción de funcional, y ésta proviene de las matemáticas y de la física, donde una cantidad es función de otra cantidad o serie, cuando existe una correspondencia matemática de otra. Por ejemplo, una cantidad x es el doble de otra y en una función z: es decir, cuando z=4 entonces x=8, y cuando z=15 entonces x=30. De manera semejante, las respuestas son función del reforzamiento.